# Neocteniza paucispina
Neocteniza paucispina là một loài nhện trong họ Idiopidae.
Loài này thuộc chi Neocteniza. Neocteniza paucispina được Norman I miêu tả năm 1976. Platnick & Shadab.